# Dysdera beieri
Dysdera beieri là một loài nhện trong họ Dysderidae.
Loài này thuộc chi Dysdera. Dysdera beieri được Christa Deeleman-Reinhold miêu tả năm 1988.